# Шърл Хенке
Шърл Хенке (на английски: Shirl Henke) е американска писателка на бестселъри в жанра съвременен и исторически романс и трилър. Пише своите трилъри под псевдонима Алекса Хънт (на английски: Alexa Hunt).

## Биография и творчество
Шърл Нърт е родена на 18 август 1942 г. в Мисури, САЩ. Тя е 15 години по-малка от своя брат. Баща ѝ умира, когато тя е тийнейджър. От малка е запален читател на фантастика и на исторически романси. След гимназията започва да учи журналистика в Университета на Мисури, но го завършва с бакалавърска и магистърска степен по история. В университета се запознава с бъдещия си съпруг Джим Хенке.
След дипломирането си работи като касиер за кредитна компания, обществен социален работник, секретарка в малък вестник, редактор в отдели на вестници, служител по регистрацията във федерална програма за възрастни хора. След това постъпва на работа в Североизточния университет в Охайо, където съпругът ѝ е професор и преподавател. В продължение на 15 години Шърл Хенке се квалифицира допълнително и преподава история, геронтология, социология, и др. специалности.
Докато работи в университета чете много книги и решава сама да напише някоя. Първият ѝ исторически романс „Golden Lady“ е публикуван през 1986 г. и влиза в списъците на бестселърите. След две години напуска работата си и се посвещава на писателката си кариера. Голяма част от романите си пише на ръка. По-късно нейния съпруг също се пенсионира преждевременно, за да ѝ помага за изследванията за историческите романси.
През 2005 г. пише два политически трилъра под псевдонима Алекса Хънт.
Член е на Асоциацията на писателите на романси на Америка и на други писателски сдружения.
През 1998 г. е удостоена с награда за исторически уестърн, през 2009 г. с награда за цялостно творчество в романтичната литература, от списание „Romantic Times“.
Шърл Хенке живее със съпруга си в дървена къща в гората в Сейнт Луис, Мисури. Обича да се занимава с градината и да пътува.

## Произведения

### Като Шърл Хенке

#### Самостоятелни романи
- Capture the Sun (1988)
- Summer Has No Name (1991)
- A Fire in the Blood (1994)
- Bouquet (1994)
- McCrory's Lady (1995)
- Broken Vows (1995)
- Bride of Fortune (1996)
- The Endless Sky (1998)
- Sundancer (1999)
- Finders Keepers (2005)
- Sneak and Rescue (2006)
- The River Nymph (2008)
- Pale Moon Stalker (2008)
- Chosen Woman (2009)

#### Серия „Стар Калифорнийски стих“ (Old California Couplet)
1. Golden Lady (1986)
2. Love Unwilling (1987)

#### Серия „Тексас“ (Texas Trilogy)
1. Cactus Flower (1988)
2. Moon Flower (1989)
3. Night Flower (1990)

#### Серия „Дует Откритие“ (Discovery Duet)
1. Аарон & Магдалена, Paradise and More (1991)
2. Завръщане към рая, Return to Paradise (1992)

#### Серия „Санта Фе“ (Santa Fe Trilogy)
1. Night Wind's Woman (1991)
2. Жената на белия апах, White Apache's Woman (1993)
3. Deep As the Rivers (1997)

#### Серия „Колорадо куплет“ (Colorado Couplet)
1. Terms of Love (1992)
2. Условие за капитулация, Terms of Surrender (1993)

#### Серия „Блакторн“ (Blackthorne)
1. Love a Rebel, Love a Rogue (1994)
2. Wicked Angel (2001)
3. Wanton Angel (2002)

#### Серия „Топаз Ман“ (Topaz Man Presents)
1. A Dream Come True (1994) – сборник с Дженифър Блейк, Джорджина Джентри, Анита Милс и Беки Ли Уейриш
2. Secrets of the Heart (1994) – сборник с Маделин Бейкър, Дженифър Блейк, Джорджина Джентри и Патриша Райс

#### Серия „Американски лорд“ (American Lord)
1. Yankee Earl (2003)
2. Rebel Baron (2004)
3. Texas Viscount (2004)

#### Серия „Къща на мечтите“ (House of Dreams)
1. Love Lessons at Midnight (2010)

#### Серия „Уорфийлдс“ (Warfields)
1. Falling in Love (2012)

#### Сборници
- Unwrapped (2002) – с Нина Бангс и Клаудия Дейн
- Captive's Return / Finders Keepers (2005) – с Катрин Ман

#### Новели
- Billie Jo and the Valentine Crow (2011)
- Surprise Package (2011)
- Love for Sail (2012)

### Като Алекса Хънт
(за трилъри)

#### Серия „Лия Берглунд и Елиът Делгадо“ (Leah Berglund and Elliott Delgado)
1. Corrupts Absolutely (2005)
2. Homeland Security (2007)